# 津島神社 (田原本町)
津島神社（つしまじんじゃ）は、奈良県磯城郡田原本町にある神社である。旧田原本村（現田原本町中心部）の産土神。

## 歴史
創建は明治中期に書写された棟札に天治2年（1125年）と記載されていることから、それ以前に創建されたものとされる。江戸時代以前は「祇園社」と称し、牛頭天王を祀っていた。の領主平野家の崇敬を集め、以後田原本藩（交代寄合平野家の知行地）の鎮守社とされた。明治2年（1869年）、社名を津島神社に改めた。

## 境内

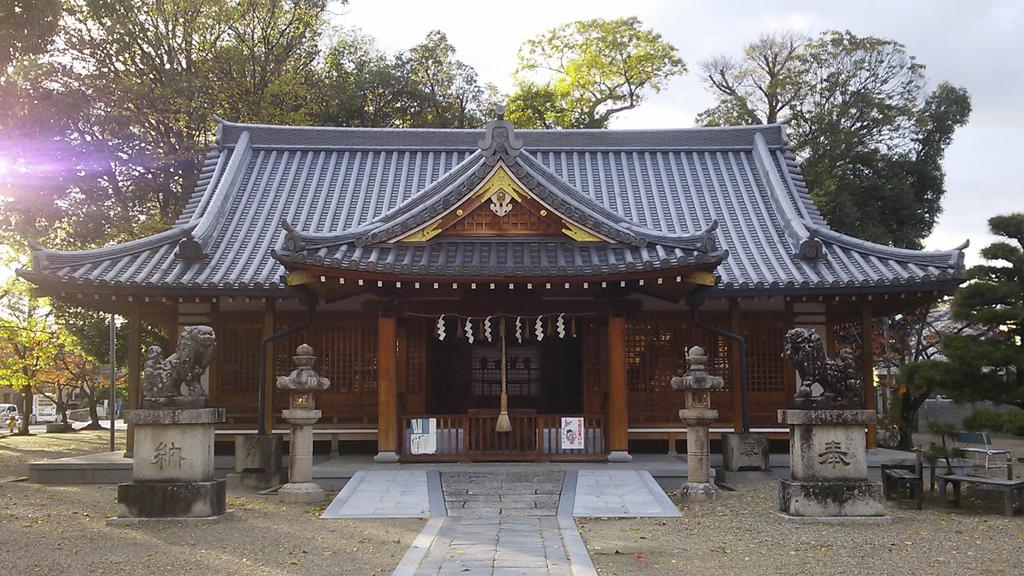
拝殿
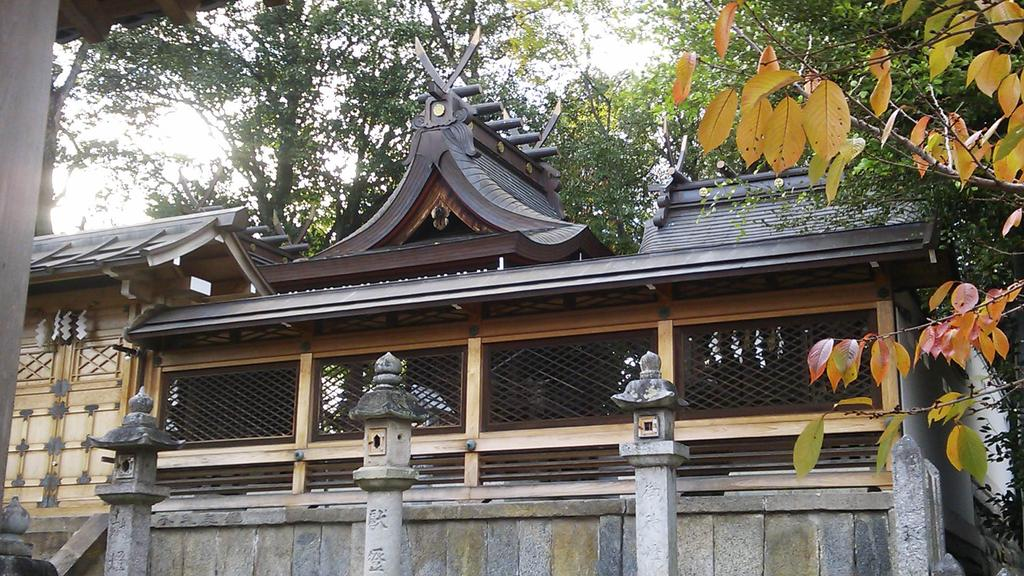
本殿
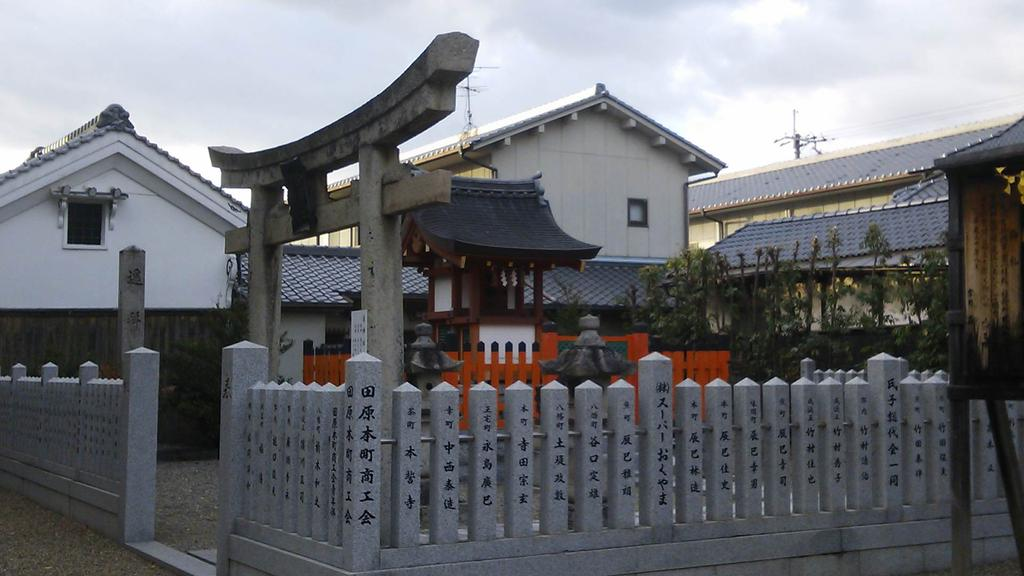
戎社

## 祭事
- 祇園祭（7月17日前後の土曜日曜）

## 交通アクセス
- 近鉄橿原線田原本駅から徒歩5分。